# Klanění pastýřů (Domenichino)
Klanění pastýřů  je obraz vytvořený italským mistrem 17. století malířem Domenichinem, vlastní jméno Domenico Zampieri, v letech 1607 a 1610. Obraz je od roku 1971 v majetku Skotské národní galerie (National Gallery of Scotland) v Edinburghu. Dříve byl součástí Dulwich Picture Gallery v Londýně.

## Historie
Historie obrazu před rokem 1813 je nejasná a komplikovaná pro možnou záměnu se ztraceným obrazem Annibale Carracciho. Rytina tohoto obrazu je podepsaná Domenichinem, rytina však vynechává některé detaily, což naznačuje, že byla vytvořena podle přípravného výkresu, který je ovšem také ztracen. Ve zmínce o Domenichinovi popisuje Bellori dílo jako kopii obrazu Carracciho, ovšem Bellori tento obraz pravděpodobně nikdy neviděl a nevěděl, kde se nachází. Bellori ve své knize životopisů umělců zveřejněné v roce 1672 uvedl, že Domenichino nedávno opustil Řím a odcestoval do Francie. Obraz Narození Páně připisovaný Annibale Carraccimu, který může být buď originálem nebo kopií, je zaznamenán André Félibienem jako součást velké sbírky Jean-Baptiste Colberta (1619–83), slavného ministra financí Ludvíka XIV. Podle Pierra-Jeana Marietta patřila rytina obrazu do sbírky "Orleans Collection" Filipa II. Orleánského ačkoliv není zmiňován v žádném katalogu sbírky. Tato sbírka získala významný přírůstek od Colbertova dědice Jean-Baptiste Colberta, markýze de Seignelay. Většina obrazů sbírky Orleans Collection byla odvezena do Londýna a rozptýlena během francouzské revoluce, ale tento obraz opět nelze identifikovat mezi záznamy o prodeji a dalších transakcích.
Jistota o historii malby začíná poté co se objeví v seznamu 1813 obrazů, které darovala vysoká škola Dulwich College.škole Alleyn's College. V letech 1906–7 Hans Tietze potvrdil, že jde o dílo malíře Domenichina. Tento názor přejali i ostatní historici. Galerie Dulwich Picture byla založena s cílem držet burgundské dědictví a další umělecká díla vlastněná touto dobročinnou organizací. Obraz byl v jejím majetku dokud jej kontroverzní správci v roce 1971 neprodali. Londýnská Sotheby's dne 24. března 1971 prodala dílo v aukci za 100 000 liber, bylo zakoupeno Skotskou národní galerií. Prodej byl předmětem debaty v Poslanecké sněmovně dne 13. května 1971, kde jak správci, tak ministr, jehož souhlas byl nezbytný pro uskutečnění prodeje, byli kritizováni poslancem zejména za to, že prodej zveřejnili pouze tři týdny před dražbou. Na jeden měsíc přes Vánoce a Nový rok 2011/12 se obraz vrátil do Dulwiche v rámci oslav dvousetletého založení galerie. Obraz je v dobrém stavu, ale modrá na plášti Panny a pastýře stojícího vpravo, stejně jako žlutá na šatu chlapce držícího holubici, byly „poškozeny chemickými vlivy“.

## Popis obrazu
Obraz ukazuje poměrně konvenční zobrazení této umělci často zobrazované scény. Přesto obsahuje některé neobvyklé detaily. Počet pastýřů devět, je nezvykle velký. Jeden z nich ukazuje na malého Ježíše, zatímco se ohlíží přes rameno mimo obrazový prostor, naznačuje, že přicházejí další. Také tím umělec chtěl naznačit příchod Tří králů či Mágů. Svatý Josef, často zobrazovaný jako celkem zbytečná postava, je zde ukázán jako užitečný, nese seno pro osla. V pozadí je další tradiční postava, volek, který zaplňuje mezeru v kompozici. Umístění vola a osla do slabě osvětleného pozadí je typické pro kompozice 17. století.
Na levé straně obrazu stojí pastýř, který hraje na své dudy. Ačkoli pastýři mívají hudební nástroje, dudy či trubky, málokdy jsou zobrazeni, jak skutečně hrají v tomto slavnostním okamžiku. Je to jiné pojetí detailu, oproti kompozici v Zvěstování pastýřům, kde pokud je hudebník zobrazen vedle dítěte, jsou to andělé nikoli prostí pastýři. Domeninchino se mimo své malování velmi zajímal o hudební nástroje a jejich design, což se na jeho obrazech občas odráží. Navrhl a sám vytvořil nástroje určené k hraní starověké hudby.

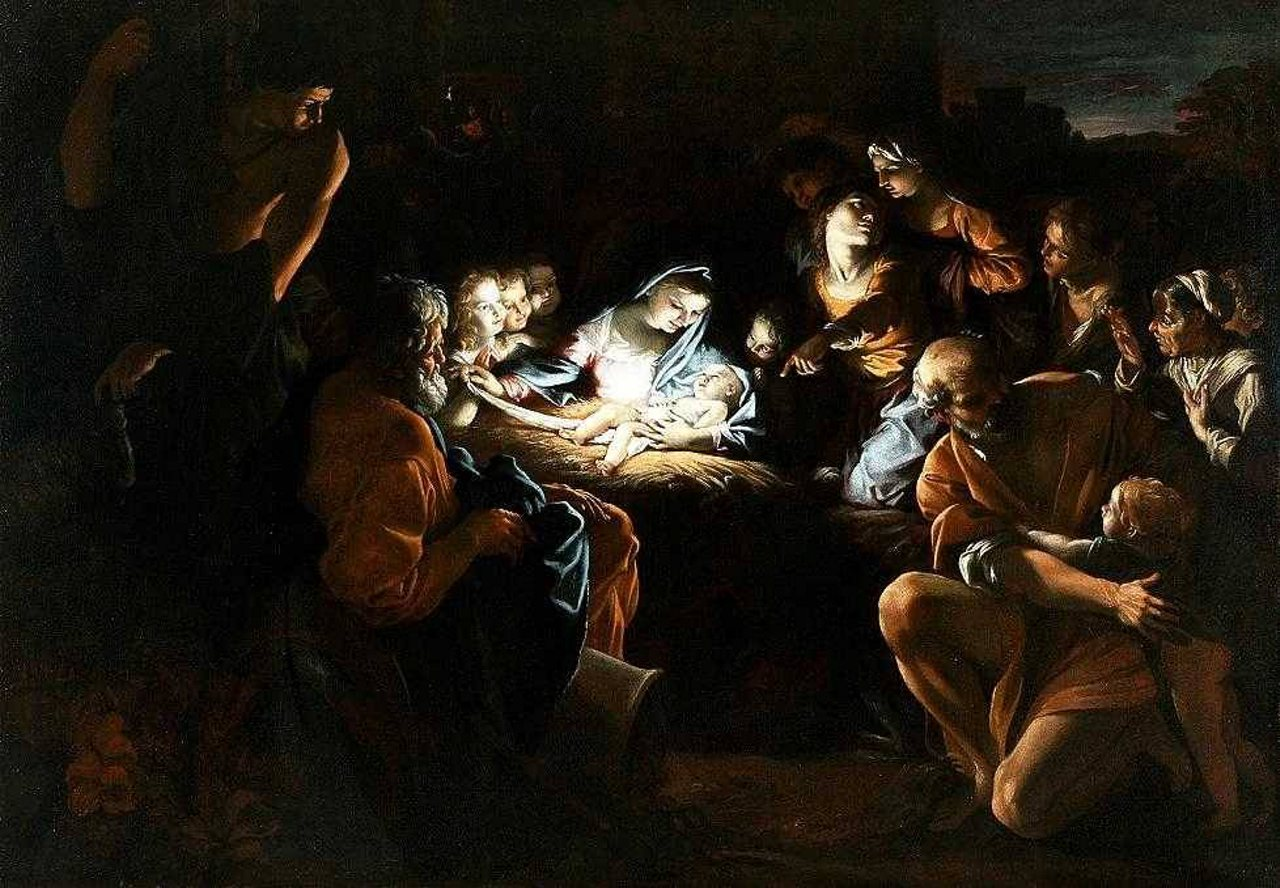
Giovanni Lanfranco, Zbožňování na zámku Alnwick, 1607–08

Neobvyklé je také zobrazení pastýřského psa přímo u lůžka dítěte. Pastýři na obrazech někdy přinášejí jehně jako dar dítěti; zde představuje dar holubice, kterou drží chlapec v popředí. V 17. století se sice stalo obvyklým zobrazovat více pastýřů a Marii ukazující zástupu své dítě. Přesto její gesto zvednutí látky, které odhaluje úplný pohled na nahého Ježíše, včetně jeho penisu, je však i do dnešní doby v náboženském umění neobvyklé. V pozdně středověkém období se často zobrazoval Ježíš jako dítě i s genitáliemi a to z teologických důvodů, ale v protireformaci byl tento způsob nedoporučován na základě prohlášení o umění na Tridentského koncilu a spisů Svatého Karla Boromejského.

## Kopie Caracciho?
Historik umění 17. století Gian Pietro Bellori se o tomto díle zmiňuje a popisuje jej jako kopii ztraceného díla Annibale Carracciho. Domenichino se v Bolongni učil u Ludovica Carraccia, bratra Annibale Carraciho. Po přestěhování do Říma v roce 1602 vstoupil do okruhu Annibala, který se tam přestěhoval v době kdy Domenichino začal spolupracovat s Ludovicem. V tomto relativně raném období své kariéry zkopíroval Domenichino několik děl Annibala a Belloriho prohlášení bylo všeobecně přijato. Zdá se však, že Bellori nikdy neviděl Carracciho originál a ani později nebyl nalezen žádný důkaz pro toto tvrzení. Existují důkazy o vývoji kompozice v podobě několika kreseb od Annibala i Domenichina a dvou obrazů Giovanniho Lanfranca, dalšího mladého umělce v tohoto okruhu, které vycházejí ze ztracených Carracciho děl. Jeden známý pouze z další kopie.
O problému se rozvinula akademická debata bez jasného shody. Lze nalézt podobnost Domenichinovy kompozice se ztraceným dílem Carracciho. Obraz Giovanni Lanfranca, nyní na zámku Alnwick, je jasně spojen s Domenichinem, ale vykazuje podstatné rozdíly, jednak v horizontálním formátu a dále v umístění postav. Možností zůstává, že Bellori se „mírně mýlil“ a že Carracciho adorace nebyla nikdy namalovaná a že Domenichino pracoval pouze z kreseb Carracciho, které načrtl v roce 1605 po vážné nemoci a v roce 1606 byl vytvořen pouze lept.
Většina velké sbírky kreseb, které zanechal Domenichino, prošla rukama Alessandra Albaniho, mecenáše umělců a obchodníka s uměním, než skončila v britské Královské sbírce, zakoupená pro Jiřího III.; dnes je na hradě Windsor více než 1750 listů. Patří mezi ně i list se studiemi postavy Josefa na jedné straně a dudáka na straně druhé. Kresby mohou různí vědci považovat za kopie něčeho již existujícího, náčrty, kde umělec vymýšlí něco nového, nebo adaptace, které jsou něco mezi tím, a tato dvojznačnost ovlivnila diskusi o této otázce. Hugh Brigstocke, v katalogu Skotské národní galerie, vidí tento list jako studii Domenichina k novým postavám pro jeho verzi Carracciho kompozice poté co se Domenichino rozhodl přidat dudáka, aby kompozici posílil, což vyžadovalo novou pozici pro Josefa. Další detaily, jako je chlapec s holubicí, si půjčil od jiných kreseb Annibala Carracciho.

## Galerie
Řada obrazů z let 1530 a 1540 ukazuje pastýře s hudebními nástroji, ale většinou na ně nehrají.

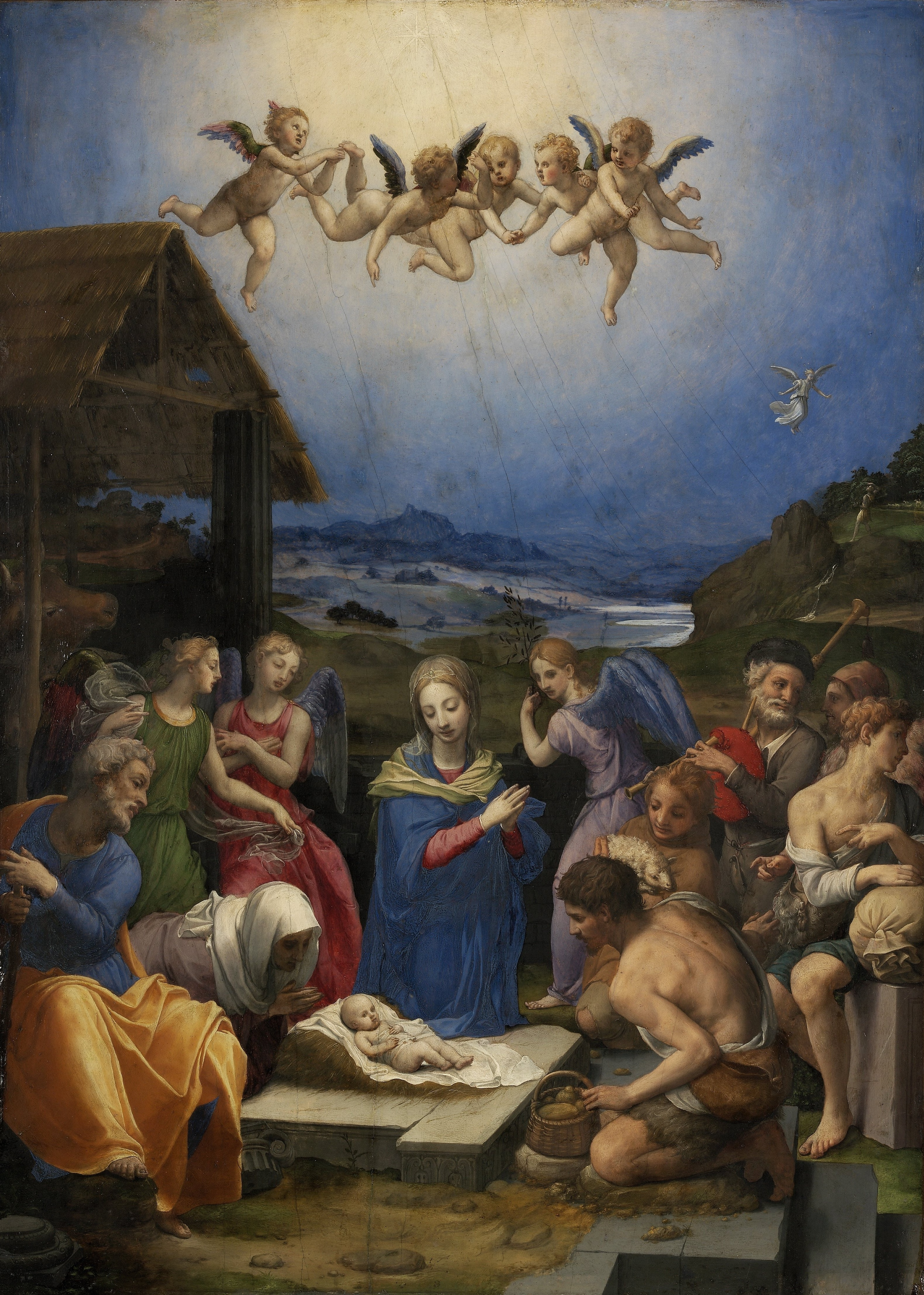
Agnolo Bronzino, Klanění pastýřů, 1539–40
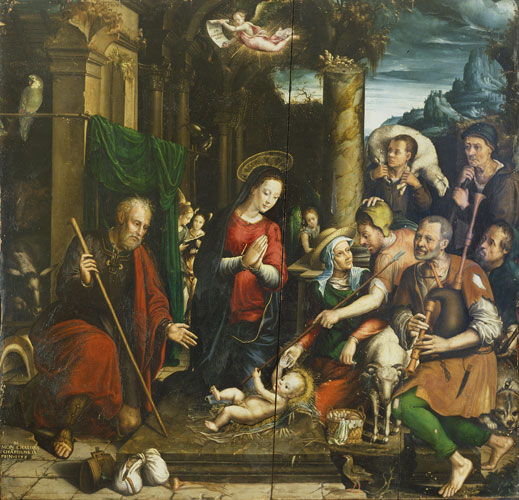
Simon de Châlons, Klanění pastýřů, 1548
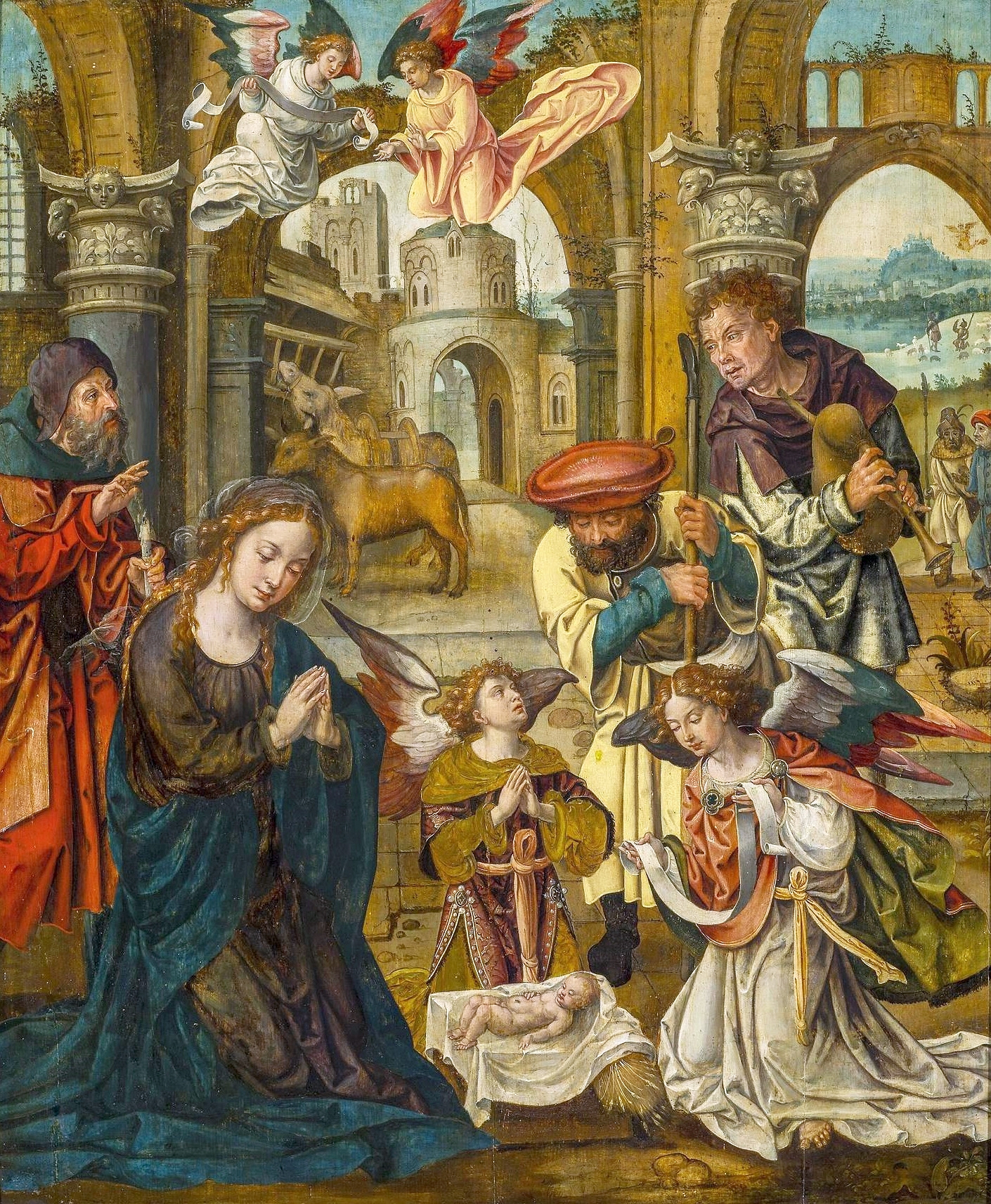
Pieter Coecke van Aelst, Klanění pastýřů, 1540